# Minamiizu
Minamiizu (南伊豆町, Minamiizu-chō) est un bourg du district de Kamo, situé dans la préfecture de Shizuoka, au Japon.

## Géographie

### Démographie
Au 1er mars 2014, la population de Minamiizu s'élevait à 8 898 habitants répartis sur une superficie de 110,59 km2.